# Игнатий (Депутатов)
Митрополит Игна́тий (в миру Алексе́й Миха́йлович Депута́тов; род. 22 января 1977, с. Туголес, Шатурский район, Московская область) — архиерей Русской православной церкви, митрополит Саратовский и Вольский, глава Саратовской митрополии.

## Биография
Родился 22 января 1977 года в семье священника. По собственным словам: «Отцу пришлось служить в советские годы, я видел, насколько ему непросто. Детство мое было церковным, меня приводили на все богослужения, причащали, но это не было еще моим собственным выбором; личной встречи со Христом в те годы не произошло. В детстве, в подростковом возрасте я не собирался становиться священником, я хотел быть музыкантом».
В 1994 году окончил среднюю школу № 5 города Шатуры. В 1994—1996 годах обучался в Рязанском духовном училище. В 1998 году окончил Самарскую духовную семинарию.
22 ноября 1998 года ректором Санкт-Петербургской духовной академии и семинарии епископом Тихвинским Константином (Горяновым) в храме святого апостола и евангелиста Иоанна Богослова Санкт-Петербургской духовной академии поставлен во чтеца. В том же году поступил в Санкт-Петербургскую духовную академию.
В июне 2002 года защитил дипломную работу в СПбДА по теме «Основы социальной концепции Русской Православной Церкви в свете Священного Писания Нового Завета». В августе 2002 года назначен преподавателем предмета «Библейская история» в Рязанском духовном училище.
27 октября 2002 года в храме святого апостола и евангелиста Иоанна Богослова Рязанского духовного училища митрополитом Рязанским и Касимовским Симоном (Новиковым) пострижен в мантию с именем Игнатий в честь священномученика Игнатия (Садковского).
31 октября 2002 года в храме святого праведного Лазаря города Рязани митрополитом Симоном рукоположён во иеродиакона, а 4 ноября того же года в Никольском храме города Скопина Рязанской области — во иеромонаха.
23 июля 2003 года архиепископом Рязанским и Касимовским Павлом назначен проректором по воспитательной работе Рязанского духовного училища. С сентября 2003 года назначен преподавателем предметов «Пастырское богословие», «Гомилетика» и «Основы социальной концепции Русской Православной Церкви».
В 2004 — 2006 годах являлся слушателем аспирантуры Московской духовной академии при Отделе внешних церковных связей.
6 октября 2005 года решением Священного Синода назначен наместником вновь открывшегося Спасо-Преображенского мужского монастыря в Рязани.
Ко дню Святой Пасхи 2007 года возведён в сан игумена.
В 2008 году окончил Рязанский государственный университет им. С. А. Есенина по специальности «Юриспруденция». По собственному признанию: «Дополнительное светское образование нужно было для того, чтобы правильно решать различные практические вопросы, с которыми мы столкнулись, когда начали процесс возвращения святынь. Мы ведь живём в светском государстве и строим отношения по тем нормам закона, которые есть в нашем государстве. Современное законодательство нужно знать, чтобы не опростоволоситься».
27 мая 2009 года назначен первым проректором Рязанской духовной семинарии.
К дню Святой Пасхи 2010 года Патриархом Кириллом удостоен права ношения палицы.
В 2010 году проходил профессиональную переподготовку в Московской академии государственного и муниципального управления.
С августа 2010 года ― соискатель степени кандидата экономических наук в Московской академии государственного и муниципального управления.
В 2011 года назначен первым заместителем директора Рязанского филиала автономной некоммерческой организации высшего профессионального образования «Смольный институт Российской академии образования».

## Архиерейство

### Шахтинская епархия
27 июля 2011 года решением Священного синода избран епископом Шахтинским и Миллеровским. 18 августа за богослужением в храме Христа Спасителя патриархом Кириллом возведён в сан архимандрита.; по окончании всенощного бдения патриарх возглавил чин наречения архимандрита Игнатия во епископа Шахтинского. 21 августа в Преображенском соборе Новоспасского монастыря состоялась его хиротония во епископа Шахтинского и Миллеровского, которую совершили патриарх Кирилл, митрополит Крутицкий и Коломенский Ювеналий (Поярков), митрополит Саранский и Мордовский Варсонофий (Судаков), архиепископ Истринский Арсений (Епифанов), архиепископ Рязанский и Касимовский Павел (Пономарёв), архиепископ Костромской и Галичский Алексий (Фролов), епископ Ростовский и Новочеркасский Меркурий (Иванов), епископ Бронницкий Игнатий (Пунин), епископ Солнечногорский Сергий (Чашин), епископ Подольский Тихон (Зайцев), епископ Воскресенский Савва (Михеев).
С 12 по 23 декабря 2011 года слушал двухнедельные курсы повышения квалификации для новоизбранных архиереев Русской православной церкви в Общецерковной аспирантуре и докторантуре имени святых равноапостольных Кирилла и Мефодия.
27 декабря 2011 года освобождён от должности наместника Спасо-Преображенского мужского монастыря города Рязани.
26 декабря 2012 года утвержден в должности священноархимандрита Покровского Верхнемакеевского мужского монастыря села Верхне-Макеевка Ростовской области.

### Вологодская митрополия
30 мая 2014 года решением Синода назначен епископом Вологодским и Великоустюжским. 7 июня прибыл в Вологду. На следующий день в Софийском соборе епископ Вологодский и Великоустюжский Игнатий и архиепископ Песоченский и Юхновский Максимилиан совместно совершили Божественную литургию
25 июля 2014 года утверждён в должности священноархимандрита Спасо-Прилуцкого Димитриева мужского монастыря города Вологды и Кирилло-Белозерского мужского монастыря города Кириллова.
23 октября 2014 года Священный синод постановил на территории Вологодской области вместо одной организовать три епархии: Вологодскую, Череповецкую и Великоустюжскую. Все три епархии были объединены в Вологодскую митрополию, главой которой был назначен сам Игнатий, получивший отныне сан митрополита и новый титул «Вологодский и Кирилловский». Синод возложил на него руководство Вологодской епархией и временное управление Великоустюжской епархией. Череповецкую епархию возглавил епископ Флавиан (Митрофанов).
4 ноября 2014 года, в праздник Казанской иконы Божией Матери патриарх Московский и всея Руси Кирилл за Божественной литургией возвёл епископа Вологодского и Кирилловского Игнатия в сан митрополита. Деятельность Игнатия вызвала противоречивые оценки как среди вологодской общественности, так и среди верующих. Нарекания касались нетерпимости к бедности церквей, повышенного внимания работе со спонсорами и местной администрацией, пренебрежительного отношения нового церковноначалия к местным прихожанам и традициям, борьбы с «вологодскостью», стремления продвигать «новую православную формацию», неготовности к массовому открытию новых храмов.
В епархии началась активизация церковной жизни. Так, 15 октября 2014 года Софийский собор в Вологде вновь получил статус кафедрального. Митрополия направила в Священный синод прошение о создании Вологодской духовной семинарии на базе духовного училища. 25 декабря 2014 года Синод утвердил это прошение. Ректором семинарии тогда же был назначен сам митрополит Игнатий. По состоянию на 9 сентября 2015 года в семинарии обучалось 254 студента.
В марте 2015 года митрополия запустила православный интернет-телеканал «София».
Кроме того, митрополит Игнатий стал инициатором возвращения в собственность РПЦ храмов, которые использовались не по назначению. Большинство из них находилось в разрушенном или полуразрушенном состоянии. Однако споры вызвала передача в собственность церкви тех помещений, которые были заняты учреждениями культуры. Так, в 2015 году без открытого обсуждения было принято решение о выселении Центрального выставочного зала Вологодской картинной галереи из здания Воскресенского собора. Активисты начала сбор подписей против закрытия картинной галереи. Остроту скандала удалось снизить после вмешательства председателя совета директоров «Северстали» Алексея Мордашова, который передал картинной галерее крупное офисное здание в центре города.
3 апреля 2015 года Кирилло-Белозерскому монастырю были переданы в безвозмездное пользование 13 зданий, являющиеся объектами культурного наследия федерального значения. Дирекция Кирилло-Белозерского музея-заповедника не стала возражать против передачи, поскольку эти объекты находились в фактическом пользовании обители.
В апреле 2015 года было принято решение о восстановлении Сретенского собора в Никольске — главной архитектурной доминанты города. В сентябре Вологодской митрополии были переданы 22 бывших храмовых здания, 15 из которых находились в федеральной собственности и 7 — в собственности Вологодской области. Среди возвращённых церкви храмов:
- Великий Устюг: Успенский собор, собор Иоанна Устюжского, церковь преподобных Антония и Феодосия Печерских, церковь Сергия Радонежского в Дымковской слободе, церковь Чуда Михаила Архангела на Городище (Варлаамовская).
- Вологда: церковь Варлаама Хутынского, церковь Ильи Пророка в Каменье, церковь Иоанна Златоуста, церковь Сретения, церковь Казанской иконы Божией Матери, церковь Петра и Павла в Новинках, тёплая Владимирская церковь (Архангела Гавриила) с колокольней, холодная Владимирская церковь, церковь Иоанна Богослова, Кирилло-Белозерская церковь в Рощенье, церковь Рождества Пресвятой Богородицы на Нижнем Долу, Власьевская церковь, церковь Николая Чудотворца «Золотые Кресты», Антипьевская церковь, Георгиевские церкви на Наволоке.
- Логдуз (Бабушкинский район): часовня Косьмы и Дамиана,
- Тотьма: церковь Рождества Христова[26].

В августе 2015 года в связи с увеличением числа приходов и с целью дальнейшей активизации приходской жизни на территории города Вологды вместо одного было организовано четыре благочиния — Центральное, Северо-Восточное (Зареченское), Северо-Западное и Южное.
Осенью 2015 года Вологодская митрополия направила в Священный синод прошение о возобновлении Горне-Успенского женского монастыря, закрытого ещё в 1918 году. 24 декабря 2015 года Синод разрешил открыть монастырь, и 26 декабря в монастыре было совершено всенощное бдение.
В ноябре 2015 года митрополит Игнатий принял решение восстановить церковь Покрова Пресвятой Богородицы в Кирилловской Ямской слободе в Вологде, которая была закрыта ещё в 1930 году.
Число действующих приходов в Вологодской митрополии выросло со 168 (по состоянию на 30 мая 2014 года) до 327 (по состоянию на 14 марта 2018 года). Число действующих монастырей с четырёх (по состоянию на 30 мая 2014 года) до восьми (по состоянию на 14 марта 2018 года). Количество клириков со 117 (по состоянию на 30 мая 2014 года) до 227 (по состоянию на 14 марта 2018 года). При митрополите Игнатии Вологодской митрополии на март 2018 года передано 78 объектов религиозного назначения, из них 43 в собственность, 35 в безвозмездное пользование.
26 февраля 2019 года решением Священного синода назначен председателем финансово-хозяйственного управления Московской патриархии.
26 февраля 2019 года указом патриарха Кирилла назначен настоятелем московского храма Живоначальной Троицы в Хорошёве.
26 декабря 2019 года решением Священного синода освобождён от должности ректора Вологодской духовной семинарии
11 марта 2020 года решением Священного синода назначен временным управляющим Великоустюжской епархией. В том же месяце стал также временным управляющим Череповецкой епархией, так как её правящий архиерей епископ Флавиан (Митрофанов) был де-факто отстранён от управления ей.

### Саратовская митрополия
25 августа 2020 года решением Священного синода назначен митрополитом Саратовским и Вольским, главой Саратовской митрополии, с освобождением от занимаемой должности председателя ФХУ МП, с выражением благодарности за понесённые труды. 28 августа совершил последнюю Божественную литургию в Успенском Софийском кафедральном соборе города Вологды, сослужа своему преемнику митрополиту Савве (Михееву).  30 августа 2020 года совершил первую Божественную литургию на новой кафедре в храме Покрова Пресвятой Богородицы г. Саратова.
20 ноября утверждён в должности священноархимандрита Спасо-Преображенского мужского монастыря города Саратова, а 29 декабря — священноархимандрита Свято-Никольского мужского монастыря города Саратова.
16 марта 2023 года, в связи с переводом епископа Покровского и Новоузенского Пахомия (Брускова) на Чистопольскую кафедру, митрополиту Игнатию поручено временное управление Покровской епархией.

## Награды
- Почётный знак Губернатора Саратовской области (2022)[41]